# Дюрозель, Жан-Батист
Жан-Батист Дюрозе́ль (фр. Jean-Baptiste Duroselle; 1917, Париж — 1994, Аррадон) — французский историк и политолог.

## Биография
Родился в 1917 году в Париже. Среднее образование получил в Лицее Сент-Круа-де-Нейи и Луи-ле-Гран . После окончания школы он мечтал о военной карьере, но не имел способностей к изучению точных наук. Поэтому он выбрал гуманитарный профиль и поступил в Высшую нормальную школу. В 1939—1940 годах Дюрозель был мобилизован, но повоевать не успел так как Франция капитулировала. Продолжая обучение в Высшей нормальной школе он собирался стать географом, но постепенно попал под влияние профессора истории Пьера Ренувена, который являлся крупным специалистом по истории международных отношений. В 1949 году Дюрозель защитил диссертацию на тему «Начало социального католицизма во Франции (1822—1870)». В 1950—1957 годах он преподает в Лилльском и Саарском университетах. Также до 1983 года он преподает в Институте политических исследований, а с 1970 года становится профессором Сорбонны. 
В 1982 году Дюрозелю была присуждена премия Бальцана в номинации «Социальные науки». В числе его наград: Орден Почётного легиона, Орден «За заслуги», Орден Академических пальм.

## Научная деятельность
Сначала Дюрозель занимался изучением социально-религиозной истории Франции, в частности историей католицизма. Но затем заинтересовался проблемами новейшей истории и международных отношений. Во французской исторической науке разгорелась научная дискуссия между представителями Школы «Анналов» и ее оппонентами. Первые стояли на позициях «глобальной истории» и считали, что объективно исследовать новейшую историю не возможно в силу не давности событий и отсутствия полного доступа к документам. Вторые стояли на позициях «событийной истории». Их лидером был Пьер Ренувен. Дюрозель поддержал Ренувена. 
В 1953 году Дюрозель написал свой главный труд — «История дипломатии от 1919 года до наших дней.» Эта книга затем переиздавалась одиннадцать раз.